# Fred Williams
För skådespelaren, se Fred Williams (skådespelare).
Fred "Freddie" Williams, född 12 mars 1926 i Port Talbot, Neath Port Talbot, död 20 januari 2013 i Swindon, Wiltshire, var en brittisk (walesisk) speedwayförare.
Han blev världsmästare 1950 och 1953.